# Hans-Peter Bohrig

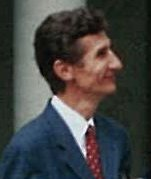
Hans-Peter Bohrig um 2000

Hans-Peter Bohrig (* 11. März 1938) ist ein deutscher Kommunalpolitiker (CDU).

## Werdegang
Bohrig war von April 1991 bis 1997 Bürgermeister und von 1997 bis 2001 Oberbürgermeister der sächsischen Kreisstadt Pirna.
In seiner Amtszeit wurden einige maßgebliche Baumaßnahmen umgesetzt bzw. begonnen, welche die Entwicklung Pirnas in der Nachwendezeit beeinflusst haben. Dazu zählten u. a. die umfassende Instandsetzung der Stadtbrücke Pirna, der Bau der Sachsenbrücke als zweite Elbbrücke, der Beginn der Revitalisierung des Areals des ehemaligen Kunstseidenwerkes (gegründet von Hugo Küttner) zum Industrie- und Gewerbepark "An der Elbe" sowie der Beginn der umfassenden Sanierung der historischen Gebäude in der Pirnaer Altstadt.
Bohrig trat bei der Oberbürgermeisterwahl 2001 aus Altersgründen nicht mehr an. Sein Nachfolger war Markus Ulbig.
Nach seiner Dienstzeit setzte sich Bohrig beim Wiederaufbau von Schloss Sonnenstein als Vorsitzender des Kuratoriums Gedenkstätte Sonnenstein dafür ein, dass die Erinnerung an die Euthanasieopfer der NS-Tötungsanstalt Pirna-Sonnenstein die ihr gebührende Beachtung bekam. Zudem war er Vorsitzender des Fördervereins zur Sanierung der Stadtkirche St. Marien.

## Ehrungen
- 2012: Sächsischer Verdienstorden